# Лууканен-Кильде, Рауни-Лена
Рауни-Лена Лууканен-Кильде (15 ноября 1939 — 8 февраля 2015) — финский врач, писатель, автор статей и лекций по уфологии и парапсихологии.
Родилась в Вяртсиля, Финляндия. Во время Второй мировой войны семья переехала в Хельсинки. Окончила медицинский факультет Университета Турку в 1967 году. Работала волостным врачом в Сало, Киттиля (1968-69), Пелкосенниеми. В качестве делегата международного Красного Креста была направлена на работу в Индонезию и Малазию. С 1975 года — уездный врач в Рованиеми, Лапландия; затем главный врач этого региона (CMO of Lapland). Автоавария в 1985 году привела её через два года к выходу на пенсию. В это время увеличивается её интерес к паранормальному и феномену нло. Ещё ранее, в 1982 году, вышла её книга «Kuolemaa ei ole» («Смерти нет»). С 1987 года она начинает регулярно участвовать в различных уфологических конференциях (по её инициативе первая такая конференция состоялась в Финляндии в 1997 году). Следующая книга, «Tahtien lahettilas» («Посланец звезд») была выполнена в духе нью-эйдж, в третьей — «Kuka han on?» (Кто он/она?), автор раскрывала свои уфологические взгляды. В 1992 году, после выхода замуж за норвежского дипломата, переехала в Норвегию. В 2015 году, незадолго до смерти, вернулась в Финляндию.